# 今夜美国人
今夜美国人，也称一夜美国人、精神美国人或精美分子，指的是并没有美国国籍但拥有亲美心理、因而会借助种种事件的时机短暂展现出美国化行为的中国人，多具有嘲讽和贬义。该词是在2001年九一一事件后，在中国大陆有民族主义倾向的反美网民之间开始流行，用来称呼那些有同情美国倾向、特别是公开哀悼“今夜我们都是美国人”的中国人。现今多被用做“洋奴”、“假洋鬼子”和“汉奸”的同义词，用来攻击亲美派是逆向民族主义。

## 历史来源
1961年，东德政府在苏联支持下沿东西柏林临时分界线构筑柏林墙，冷战达到高峰。西柏林成为被东德包围的孤岛。1963年6月26日，美国总统约翰·肯尼迪访问联邦德国时，来到西柏林表示美国对西柏林人民自由的支持与承诺，在演说中他使用了 Ich bin ein Berliner (我是一个柏林人) 来鼓励西柏林市民；该篇演说后来被认为是冷战时期最重要的单篇演说，之后西方民众常以“我们是…人”来表示对受害一方的道义声援和支持。
2001年9月11日，美国发生九一一袭击事件，事件中約有60餘名各國華裔罹難。9月12日，包遵信、刘晓波等人发表致美国总统乔治·沃克·布什和美国人民的公开信，表示对美国人民的同情和声援，其中有“今夜，我们是美国人”一句。公开信并在网上开放联署，共征集到673个签名。据持独立立场的中国大陆新闻人安替2002年的观察，“从客观效果上看，这篇由若干名知名学者联署的声明，引起的批评远远大于它得到的认同：批评既来自对手（认为作者们彻头彻尾亮出亲美本质），也来自同志（不认同这样的签名声明方式或者认为其角度不当）。”这篇声明的批评者之后就开始使用“今夜美国人”这个词汇，来嘲讽和批评对美国表示同情的中国人。
使用这个词汇只与使用者的倾向有关，而与地域无关，在西方国家、甚至美国，也有一些中国人使用这个词汇来指代其他中国人的情况出现。

## 用法
该词虽然来源于一篇同情美国的声明，但是同情美国的人一般不会自称“今夜美国人”，主要是美国的反对者用于嘲讽，因此该词具有明显的贬义。
该词的变体“一夜美国人”，意欲表达的贬义更为强烈，因为在中文的语境中，它暗示了其与一般社会规范贬斥的“一夜情”的关联，后者指男女之间基于利益、享乐的非婚姻、非道德的短暂肉体关系。